# 14. ročník udílení AACTA International Awards
14. ročník udílení AACTA International Awards proběhl 7. února 2025 v Gold Coast v australském Queenslandu. Ceny se udělovaly v jedenácti kategoriích, nominace byly zveřejněny 17. prosince 2024. Nejvíce nominací, celkem šest, získal životopisný film o Robie Williamsovi Better Man, následovaný filmy Brutalista s pěti nominacemi a Emilia Pérez se čtyřmi.

## Vítězové a nominovaní
Vítěz je vždy uveden jako první a tučným písmem.

### Film
| Nejlepší film | Nejlepší režisér |
| --- | --- |
| Better Man - Anora - Duna: Část druhá - Emilia Pérez - Brutalista | Michael Gracey – Better Man - Jacques Audiard – Emilia Pérez - Brady Corbet – Brutalista - George Miller – Furiosa: Sága Šíleného Maxe - Denis Villeneuve – Duna: Část druhá |
| Nejlepší mužský herecký výkon v hlavní roli | Nejlepší ženský herecký výkon v hlavní roli |
| Ralph Fiennes jako kardinál Thomas Lawrence – Konkláve - Adrien Brody jako László Tóth – Brutalista - Daniel Craig jako William Lee – Queer - Jonno Davies jako Robbie Williams – Better Man - Colman Domingo jako John „Divine G“ Whitfield – Sing Sing                  | Nicole Kidmanová jako Romy Mathis – Babygirl - Kirsten Dunstová jako Lee Smith – Občanská válka - Karla Sofía Gascón jako Emilia Pérez / Juan „Manitas“ Del Monte – Emilia Pérez - Mikey Madison jako Anora „Ani“ Mikheeva – Anora - Kate Winsletová jako Lee Millerová – Lee: Fotografka v první linii |
| Nejlepší mužský herecký výkon ve vedlejší roli | Nejlepší ženský herecký výkon ve vedlejší roli |
| Guy Pearce jako Harrison Lee Van Buren st. – Brutalista - Kieran Culkin jako Benji Kaplan – Opravdová bolest - Damon Herriman jako Nigel Martin-Smith – Better Man - Stanley Tucci jako kardinál Aldo Bellini – Konkláve - Denzel Washington jako Macrinus – Gladiátor II | Zoe Saldaña jako Rita Mora Castro – Emilia Pérez - Toni Collette jako Faith Killebrew – Porotce #2 - Ariana Grande jako Galinda „Glinda“ Upland – Čarodějka - Felicity Jones jako Erzsébet Tóth – Brutalista - Alison Steadman jako Betty – Better Man                                                  |
| Nejlepší scénář | |
| Jesse Eisenberg – Opravdová bolest - Sean Baker – Anora - Michael Gracey, Oliver Cole a Simon Gleeson – Better Man - Peter Straughan – Konkláve - Brady Corbet a Mona Fastvold – Brutalista                                                                               | |

### Televize
| Nejlepší komediální seriál | Nejlepší dramatický seriál |
| --- | --- |
| Medvěd - Colin from Accounts - Larry, kroť se - Stále v kurzu - Jen vraždy v budově | Šógun - After the Party - Kluk spolkne vesmír - Slow Horses - Diplomatické vztahy |
| Nejlepší mužský herecký výkon v seriálu | Nejlepší ženský herecký výkon v seriálu |
| Larry David jako Larry David – Larry, kroť se - Idris Elba jako Sam Nelson – Únos letadla - Gary Oldman jako Jackson Lamb – Slow Horses - Hirojuki Sanada jako Lord Toranaga Jošii – Šógun - Jeremy Allen White jako Carmen „Carmy“ Berzatto – Medvěd | Elizabeth Debicki jako Princezna Diana – Koruna - Ayo Edebiri jako Sydney Adamu – Medvěd - Jessica Gunning jako Martha Scott – Sobík - Anna Sawai jako Mariko Toda – Šógun - Jean Smartová jako Deborah Vance – Stále v kurzu |